# Smoot
Smoot – jednostka osadnicza w Stanach Zjednoczonych, w stanie Wyoming, w hrabstwie Lincoln.